# MYTRO
MYTRO（マイトロ、朝: 마이트로）は、韓国のトロットアイドルグループ。YAMYAMエンターテインメント所属。

## 概要
SMエンタテインメント初のトロットアイドルグループ。SMエンタテインメントとTV朝鮮がタッグを組んで結成され、YAMYAMエンターテインメントから2025年にデビュー予定。SMルーキーズ出身の日本人メンバー・ショウヘイや、ボーイズグループ・MR.MRとして活躍したテイも所属しており、韓国人4人、日本人1人で構成されている。
TV朝鮮のバラエティ「トロットドル・イプドクキ（オタク入門記）: 真心姉さん」（以下「真心姉さん」）を通じて結成され、活動期間は約100日を予定している。
なお、当初は2025年2月にデビューする予定だったが、スケジュールが変更され、3月から4月頃に延期された。しかし、同年5月にはSNSのアカウントが削除され、所属事務所の公式サイトからも名前が掲載されなくなった。現在のところ、公式からはいかなるアナウンスも出ていない。

## 来歴

### 結成前
ハン・テイは、2012年にデビューした韓国のボーイズグループ・MR.MRのメンバーとして活動していた。またショウヘイは、2022年7月にSMエンタテインメントのプレデビューチーム・SMルーキーズとして公開され、同時に公開されたウンソク・スンハンと共に、「SMTOWN LIVE 2022 : SMCU EXPRESS @TOKYO」にて「Outro: Dream Routine」をパフォーマンスした経歴があり、リアルバラエティ番組『What's NCT!? 〜welcome to NCT Universe〜』にも出演した。2023年1月には次期NCTメンバーとしてデビューが確定していたが、同年5月、健康上の理由で新グループに合流しないことが発表された。
チョン・ユンジェは、BHエンターテインメントで第1号練習生として活動したのち、俳優として活動。またイム・チェピョンは、テレビ朝鮮の人気歌謡オーディション番組『ミスタートロット2』に、ソ・ウヒョクは、Netflix「ザ・グローリー 〜輝かしき復讐〜」に出演した経歴がある。

### グループ結成

#### 2024年
8月12日、SM×テレビ朝鮮のトロットアイドルプロジェクト「T-5 (仮)」の共同制作締結式が、SMエンタテインメント社屋にて行われた。会場には、TV朝鮮のパン・ジョンオ副社長やSMのタク・ヨンジュン代表、KMRのイ・ソンス代表、TV朝鮮 E＆Mのアン・ソクジュン代表、チョ・ヨンスプロデューサーが集まった。
9月13日には、TV朝鮮のバラエティ『真心姉さん』が初放送され、メンバーが公開された。番組内では、ショウヘイ、テイ、チョン・ユンジェ、イム・チェピョン、ソ・ウヒョクの5人が名を連ねたが、プロデューサーのチョ・ヨンスは、基準に達しないメンバーは脱落させると明言した。その後、番組は10月5日から11月30日まで毎週放送され、各回の放送日にサウンドトラックとして音源がリリースされた。
11月26日、『真心姉さん』の記者懇談会が開かれ、MYTROや番組プロデューサーなどが出席した。

#### 2025年
1月11日・12日、高尺スカイドームにて開催されたSMエンタテインメント創立30周年記念コンサート「SMTOWN LIVE 2025 : THE CULTURE, THE FUTURE in SEOUL」にオープニングアクトとして出演。『真心姉さん』を通じて披露してきた「Love Hate」と、MYTROのシグネチャーソング「Bomb Bomb Bomb」の2曲を披露した。
5月、公式SNSアカウントが削除された。

## メンバー
| 名前                                   | 生年月日               | 出身地            | 備考                                                                   |
| -------------------------------------- | ---------------------- | ----------------- | ---------------------------------------------------------------------- |
| ハン・テイ Han Tey 한태이              | 1992年6月18日（33歳）  | 韓国 京畿道安養市 | - 元MR.MR                                                              |
| チョン・ユンジェ Jung Yoonjae 정윤재   | 1993年2月20日（32歳）  | 韓国              | - 俳優 - BHエンタ第1号練習生                                           |
| ショウヘイ Shohei 쇼헤이               | 1996年12月16日（28歳） | 日本 福岡県福岡市 | - 元エイベックスアカデミー特待⽣ - 元SMルーキーズ - センター兼リーダー |
| イム・チェピョン Lim Chaepyeong 임채평 | 1997年10月1日（27歳）  | 韓国              | - 『ミスタートロット2』出演                                            |
| ソ・ウヒョク Seo Woohyeok 서우혁       | 1998年7月14日（26歳）  | 韓国              | - 子役出身 - 「ザ・グローリー」出演                                    |

## ディスコグラフィ

### サウンドトラック
| No.                            | 配信日                         | タイトル                         | 規格                           |
| KREATION MUSIC RIGHTS レーベル | KREATION MUSIC RIGHTS レーベル | KREATION MUSIC RIGHTS レーベル   | KREATION MUSIC RIGHTS レーベル |
| ------------------------------ | ------------------------------ | -------------------------------- | ------------------------------ |
| 1                              | 2024年10月5日                  | LOVESTRUCK SISTERS Episode 1     | 音楽配信                       |
| 2                              | 2024年10月12日                 | LOVESTRUCK SISTERS Episode 2     | 音楽配信                       |
| 3                              | 2024年10月19日                 | LOVESTRUCK SISTERS Episode 3     | 音楽配信                       |
| 4                              | 2024年10月26日                 | LOVESTRUCK SISTERS Episode 4     | 音楽配信                       |
| 5                              | 2024年11月2日                  | LOVESTRUCK SISTERS Episode 5     | 音楽配信                       |
| 6                              | 2024年11月9日                  | LOVESTRUCK SISTERS Episode 6     | 音楽配信                       |
| 7                              | 2024年11月16日                 | LOVESTRUCK SISTERS Episode 7     | 音楽配信                       |
| 8                              | 2024年11月23日                 | LOVESTRUCK SISTERS Episode 8     | 音楽配信                       |
| 9                              | 2024年11月30日                 | LOVESTRUCK SISTERS Episode Final | 音楽配信                       |

## 出演

### テレビ番組
- 真心姉さん（2024年9月13日、10月5日 - 11月30日）[12]
- 朝の庭（2025年、KBS 1TV）[14]

### 雑誌
- WOMAN SENSE 1月号（2025年）[15]

### 広報大使
- GFSC（Good Friends Save the Children）広報大使[16]

## 公演
- SMTOWN LIVE 2025 : THE CULTURE, THE FUTURE in SEOUL（2025年1月11日・12日、高尺スカイドーム）[13]
- ～ GFSC Charity Campaign ～日韓国交正常化60周年記念 第75回さっぽろ雪まつり 16thK-POP FESTIVAL2025（2025年2月11日、Zepp Sapporo）[17]